# بادی‌کم (بازی ویدئویی)
بادی‌کم یک بازی ویدئویی تیراندازی تاکتیکی چندنفره محصول ۲۰۲۴ است که توسط شرکت مستقل Reissad Studio ساخته شده است. این بازی به عنوان یک دسترسی زودهنگام در ۷ ژوئن ۲۰۲۴ منتشر شد. این بازی به داشتن گیم پلی واقع گرایانه نسبت داده شده است.

## گیم پلی
بادی‌کم یک بازی تیراندازی تاکتیکی است که از نمای اول شخص بازی می‌شود. این بازی دارای سه حالت بازی است: بادی بامب، تیم دث‌مچ و دث‌مچ.

## توسعه
بادی کم با استفاده از موتور آنریل انجین ۵ توسط دو فرد ۱۷ و ۲۰ ساله ساخته شده است.

## بازخورد
بادی‌کم پس از انتشار زودهنگام، بازخوردهای متفاوتی دریافت کرد، اما بررسی‌ها در هفته اول آن بهبود یافته است. در حال حاضر دارای ۷۲٪ رتبه تأیید «بیشتر مثبت» از نظرات کاربران استیم است.
بادی‌کم به دلیل گرافیک واقعی و گیم پلی آن مورد تحسین قرار گرفته است. این بازی به دلیل کمبود محتوا و همچنین مشکلات اتصال به سرور مورد انتقاد قرار گرفته است.
گرافیک و محیط بازی با ثبت‌نشده مقایسه شده است زیرا این دو بازی دارای عناصر گرافیکی مشترک هستند.
این بازی که در زمان عرضه برای اولین بار به عنوان پرفروش‌ترین بازی در پلتفرم استیم قرار گرفت، در ژوئیه ۲۰۲۴ ۸۰۰٬۰۰۰ نسخه فروخت و فروش ۲۰ میلیون یورویی داشت.